# 金莲木属
金莲木属（学名：Ochna）是金莲木科下的一个属，为乔木或灌木植物。该属共有85种，分布于热带亚洲和非洲。